# Каплан, Роман Аркадьевич
Роман Аркадьевич Каплан (англ. Roman Kaplan; 23 декабря 1937, Ленинград — 18 ноября 2021, Майами) — советский и американский литературовед, искусствовед, переводчик, создатель и владелец ресторана «Русский самовар» в Нью-Йорке.

## Биография
Родился в Ленинграде. Мать была из Ростова-на-Дону, а отец из небольшого местечка под Киевом. Оба они были музыкантами.
У Романа есть брат-близнец Анатолий, который стал геологом. Когда началась Великая Отечественная война, дети с матерью остались в Ленинграде и попали в блокаду. Роман был совсем малышом, но у него сохранились детские воспоминания о блокаде — лютые холодные зимы, страшный голод. Они жили в одной комнате; чтобы согреться, сожгли все свои книги и мебель.
Окончил Академию художеств и Институт иностранных языков, работал экскурсоводом в Эрмитаже. Окончив аспирантуру в Инязе, остался там преподавать и освоил профессию синхронного переводчика. Владел английским, немецким и французским языками, неплохо знал польский и иврит и долгие годы изучал латынь.
Дружил с Довлатовым, Бродским, Аксёновым.
В номере газеты «Вечерний Ленинград» от 13 июня 1963 г. была опубликована статья по заголовком «Навозная муха», в которой Роман Каплан и его окружение были представлены как пример опустившихся представителей молодёжи, ведущих антиобщественный, паразитический образ жизни.

### Эмиграция
В 1972 году вместе с родителями и братом эмигрировал в Израиль, где недолго преподавал американскую словесность, после чего обосновался в США.
В Нью-Йорке в первое время трудился швейцаром, затем работал в художественной галерее Эдуарда Нахамкина: «В 6 часов наша галерея закрывалась, но никто не хотел расходиться. Я жил напротив, и все художники шли ко мне. Каждый день». Жена Каплана Лариса, подавала гостям к столу, мыла посуду… Через семь лет Лариса вконец измучилась и как-то в сердцах бросила мужу: «Если ты хочешь кормить и поить своих друзей каждый вечер, открой ресторан».
В декабре 1986 года Роман Каплан основал на Манхэттене в Нью-Йорке ресторан «Русский самовар».
Помимо гастрономической деятельности Каплан занимался переводами русской поэзии.

## Награды
- Почётный диплом Правительственной комиссии по делам соотечественников за рубежом (2021, посмертно)[3].